# La Côte-en-Couzan
La Côte-en-Couzan là một xã trong tỉnh Loire miền trung nước Pháp.